# ミナレット
ミナレット（Minaret、アラビア語: مَنارةもしくはمِئذَنة）は、モスクやマドラサなどのイスラム教の宗教施設に付随する塔。塔の上からはムスリムに礼拝（サラート）を呼びかけるアザーンが流される。初期イスラーム世界では、ミナレットはイスラームの権威の象徴となっていた。
ミナレットはアラビア語で「火、光を灯す場所」を意味するマナーラ (منارة manāra) が英語に転訛した言葉である。アラビア語では「光（ヌール）」「火（ナーラ）」から派生したマナール (منار manār) あるいはマナーラ (منارة manāra) のほか、「アザーンを行う場所」を意味するマアザナと呼ばれることもある。トルコ語では「ミナレ（Minare）」と呼ばれ、エジプトやシリアでは「マダーナ（Ma'dhana）」「ミダーナ（Mi'dhana）」、北アフリカでは「サウマアー（Șawma'a）」とも呼ばれる。南アジアではミーナール (مينار mīnār) とも呼ばれる。日本語では「光塔」「尖塔」と訳されることもある。

## 歴史
起源については不明であるが、シリア地方のキリスト教の教会に付設されていた鐘楼を転用したとする説があり、
また語源からシリア・エジプトの沿岸部にあった灯台や砂漠に立てられた目印の塔を起源とするとも考えられている。7世紀の時点ではミナレットは建てられておらず、礼拝の呼びかけは屋根の上で行われていた。705年にウマイヤ朝のカリフに即位したワリード1世はマディーナ（メディナ）の預言者のモスクの改築を行い、改装されたモスクの四隅に一辺4m、高さ25m超のミナレットが備えられていたと伝えられている。
8世紀から10世紀にかけて角柱状の塔がイランからイベリア半島にわたる広範な地域で建てられ、スペインの南部にはキリスト教教会の鐘楼に転用されたミナレットもある。9世紀の一時期にはイラク、エジプトでマルウィヤ・ミナレットなどの螺旋状のミナレットが建てられ、それらのミナレットはバベルの塔をモデルにしていると言われている。11世紀に中央アジア、イランに円柱状の塔が現れ、12世紀以後に二基一対の型（ドゥ・ミナール）が流行した。セルジューク朝で考案されたドゥ・ミナールは、イランから離れたインドやアナトリア半島に伝播する。デリーのクトゥブ・ミナールには円柱状の塔、鰭状のフリンジ、アラビア語の銘文、ムカルナス、そしてドゥ・ミナールといったイランの建築様式の影響が見受けられる。
15世紀のオスマン帝国時代に細く先が尖った鉛筆型のミナレットが主流になる。オスマン帝国はイスタンブールの聖ソフィア大聖堂をモスクに転用した後、4本のミナレットを増築している。
イラン、トルコなどの地域で複数のミナレット建てられたことを契機として、ミナレットの役割は従来の礼拝の呼びかけを行う場から建築装飾に変化していった。

## 構造

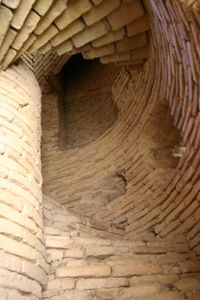
ジャームのミナレット内部の階段

ミナレットはモスクのミフラーブを主軸とする線上に建てられることが多いが、中庭の片隅や門の両脇に立てられることもある。大モスクのミナレットは高く凝った装飾が施されているのに対し、住宅地や集落のミナレットは低くずんぐりしたものになっている。
シリア、北アフリカでは角柱、イラク、イラン、トルコでは円柱のミナレットが多く、エジプトに多い折衷型のミナレットは長方形の土台に八角形と円柱の塔を積み上げ、角柱と円柱の間の部分に壁画が描かれている。イラン、中央アジアに建設された角柱状のミナレットは基部が発掘されるだけに留まっており、実際の塔の高さや形状は判明していない。北アフリカでも一時期円柱のミナレットが建設されたが、時代を通して初期の様式である角柱のミナレットが好まれている。9世紀前半に建てられたカイラワーン（ケルアン）のミナレットは同時代の螺旋型のミナレットや前時代のシリアのミナレットと異なり、三層の角柱を積み重ねた形状を取っているが、独特のミナレットの形は古代ローマ時代の灯台をモデルにしていると考えられている。ミナレットの頂上に円錐状の屋根を乗せるオスマン様式のミナレットは、先に円錐状の屋根が取り付けられていた墓塔からの影響があると考えられている。オスマン帝国の領内では、オスマン様式が流行する前に建てられたミナレットの上に新たに鉛筆型のミナレットが増築された例も確認されている。1986年にパキスタンのイスラマバードに建立されたシャー・ファイサル・国家モスクはトルコ人建築家が設計を手がけたため、銀色のオスマン様式の尖塔が4本建てられている。日本の東京ジャーミイはトルコ共和国の所有地に建てられているため、オスマン様式の尖塔が建てられている。
門の両脇に一対のミナレットを建てる様式はドゥ・ミナールと呼ばれ、対象性によってモスクの入り口が視覚的に強調される。ドゥ・ミナール様式は広い地域に普及したが、やがて中央アジアでは建物の隅に対になる塔が建てられるようになり、15世紀にドゥ・ミナール様式が廃れたアナトリア半島では敷地の隅にミナレットが建てられるようになったエジプトではドゥ・ミナール様式が採用されることは少なく、モスクに複数のミナレットが建てられている場合、ドームと並ぶミナレットの高さを強調するためにそれぞれが異なる形をとっている。
遺体が安置された場所の上に建てられる墓塔は内部が空洞になっているのに対し、ミナレットの内部には昇降のための階段が設けられている。時代が経つに連れてミナレットの形が角柱から円柱に変化していった理由について、円柱型のミナレットの内部にもうけられた螺旋階段が塔の強度を高めていることが挙げられている。ミナレットの中の螺旋階段は登る階段と下りる階段が別れた二重構造になっており、15世紀のオスマン帝国では階段板を120度ずつ組み込む三重の螺旋階段が出現した。
11世紀の後半から塔の縦方向の境界となるフリンジを付けたミナレットが現れ、塔に取り付けられたフリンジは光、太陽の象徴だと考えられている。また、11世紀のイランで発展したムカルナスの技法はミナレットの軒飾りにも取り入れられている。スペインのコルドバの大モスク（メスキータ）はレコンキスタの後にキリスト教の教会に転用され、16世紀末にモスクのミナレットが嵐によって破損すると、修復工事の際にミナレットの上部にルネサンス様式の装飾が加えられた。

## 機能
ミナレットは1日に5度行われる礼拝の呼びかけ（アザーン）の場となるほか、要人の死を知らせるためにも使われていた。サファヴィー朝以降のイランではシーア派が国教に採用されたため、アザーンはイーワーン（門）の上のゴルダステと呼ばれる小屋で行われるようになり、ミナレットは建築物の装飾の一つとなる。近代以前はアザーンを呼びかける人間（ムアッジン）が肉声で礼拝を呼びかけていたが、多くのモスクでは礼拝室に設けられたマイクを通してスピーカーからアザーンを流している。スピーカーの普及が進んだ事情に加えて、本来のモスクにはミナレットは備え付けられていなかった歴史的な経緯、建築費の抑制という点から、ミナレットの建設を不要とする主張も出されている。
北アフリカではミナレットは「隠遁所」を意味する「サウマアー（サウマア）」と呼ばれているが、これはミナレットの中に高僧が宿泊する小部屋が設けられていたことに由来する。イランのケルマーンの東のカヴィール砂漠には崩壊しかかったミナレットが一定の間隔を置いて建っているが、これらのミナレットは狼煙台として使われていたと考えられている。ミナレットの麓にあるモスクでは国家の支配者を明らかにするフトバ（説教）が行われており、高層建築物は一種の権力の象徴になっていた。こうした支配者の意図を逆手に取り、民衆がミナレットを抗議活動の場とすることもあった。
2009年、スイスでは新設が禁止された。

## ミナレットの一例
- マルウィヤ・ミナレット（イラク・サーマッラー）
- クトゥブ・ミナール（デリー）
- ジャームのミナレット（アフガニスタン・ゴール州）
- カラーン・ミナレット（ウズベキスタン・ブハラ）
- 蘇公塔（中国・トルファン）

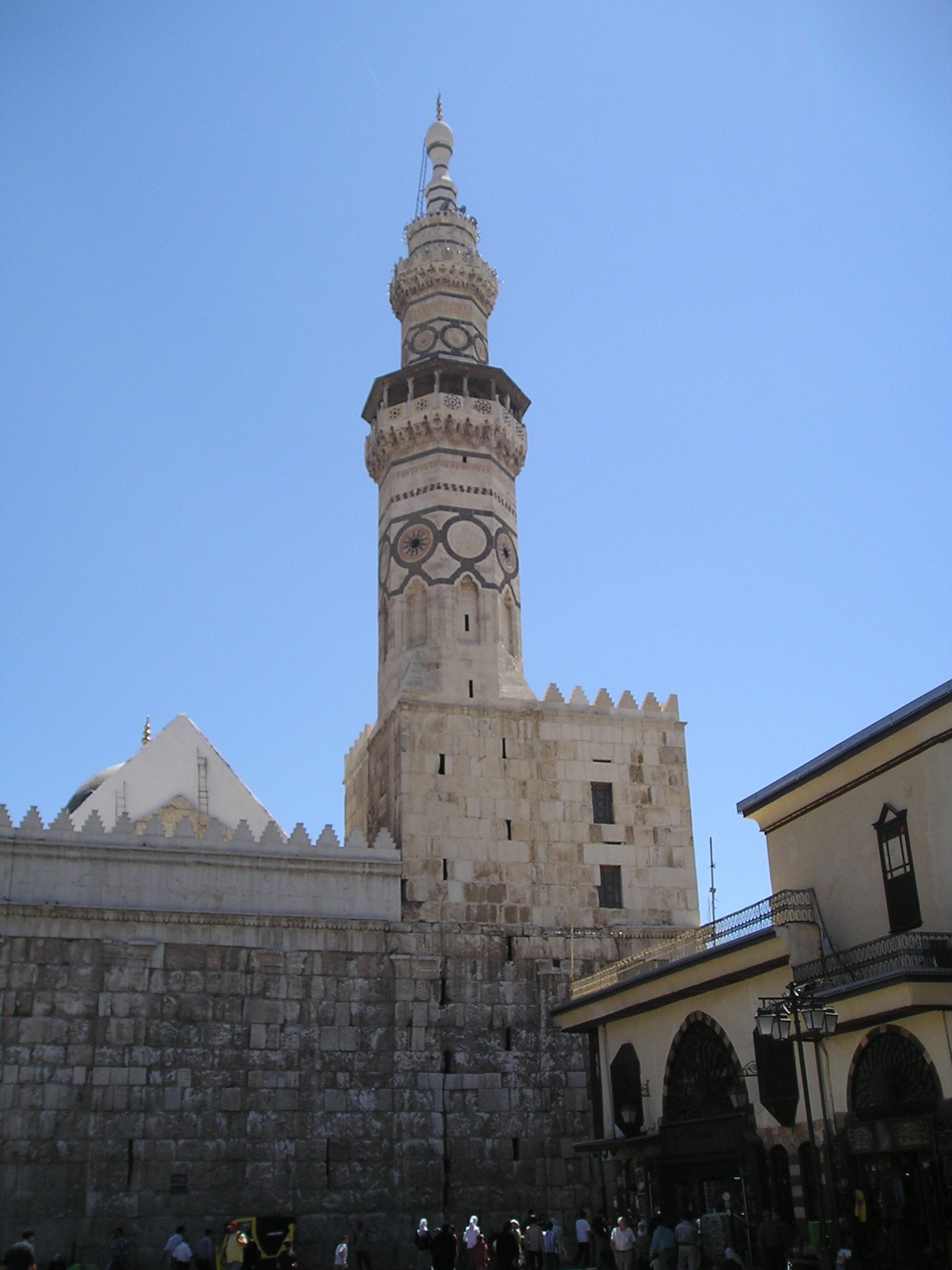
シリアのウマイヤド・モスクのミナレット
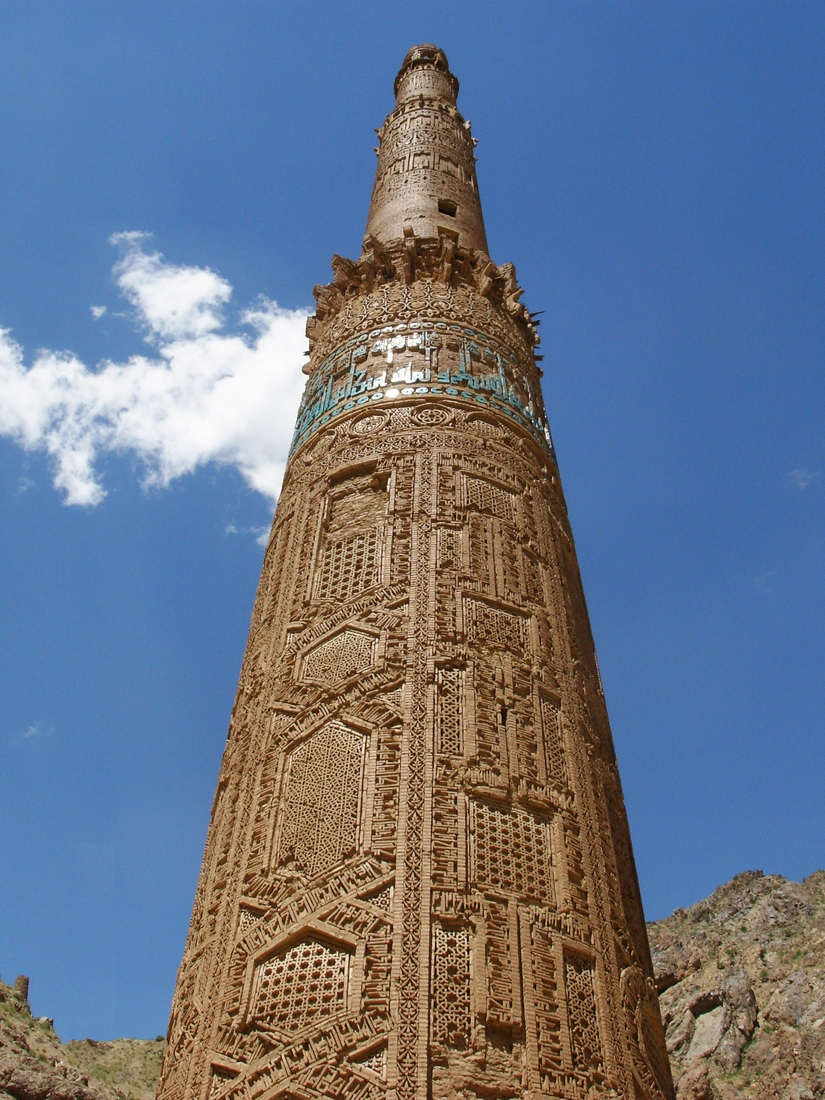
ジャームのミナレット
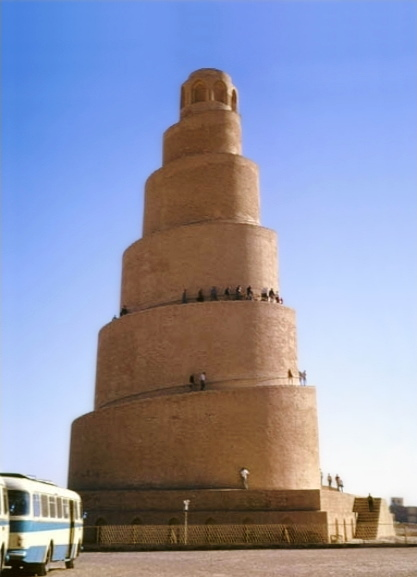
マルウィヤ・ミナレット
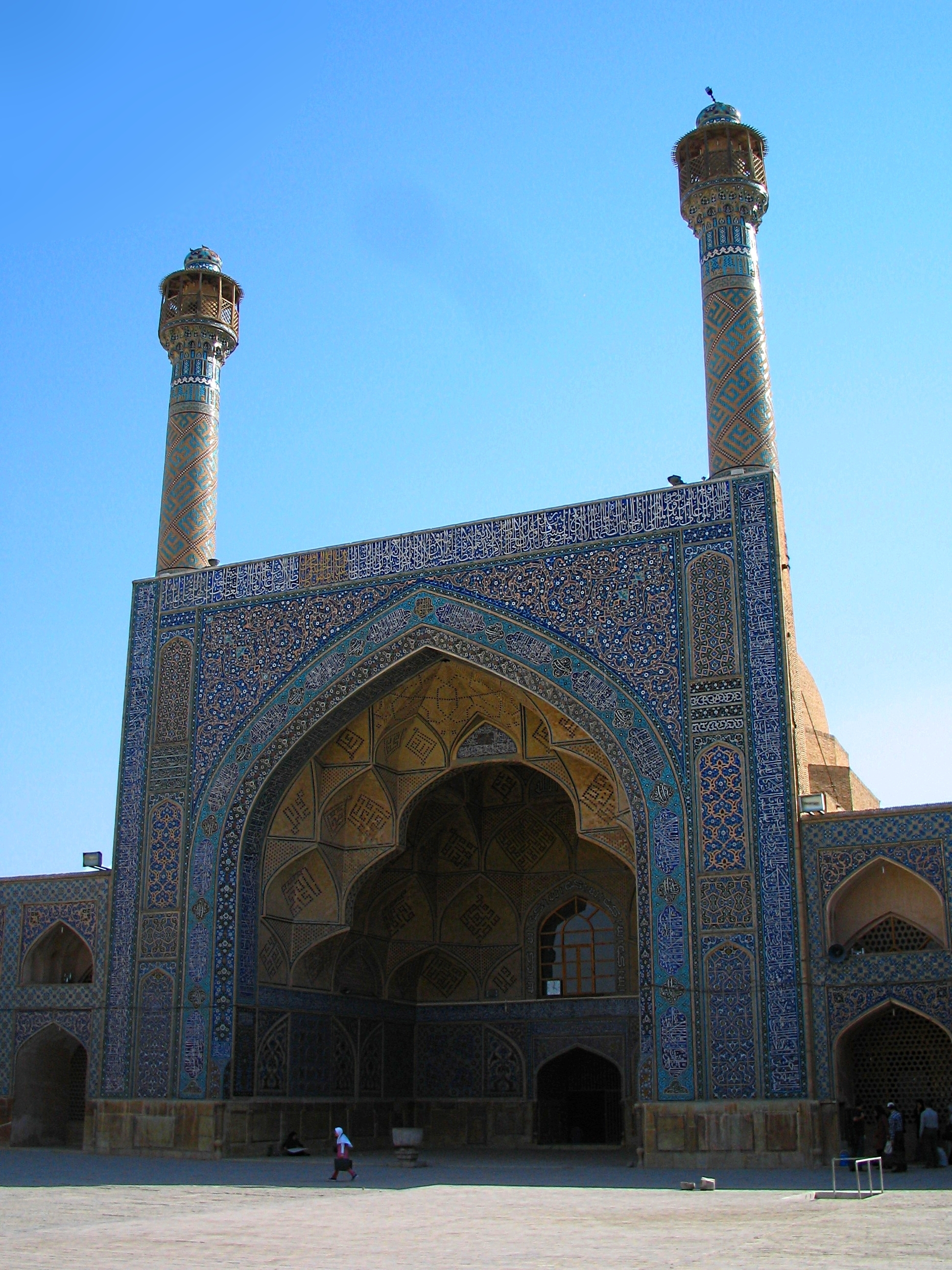
エスファハーンのジャーメ・モスク入り口のミナレット
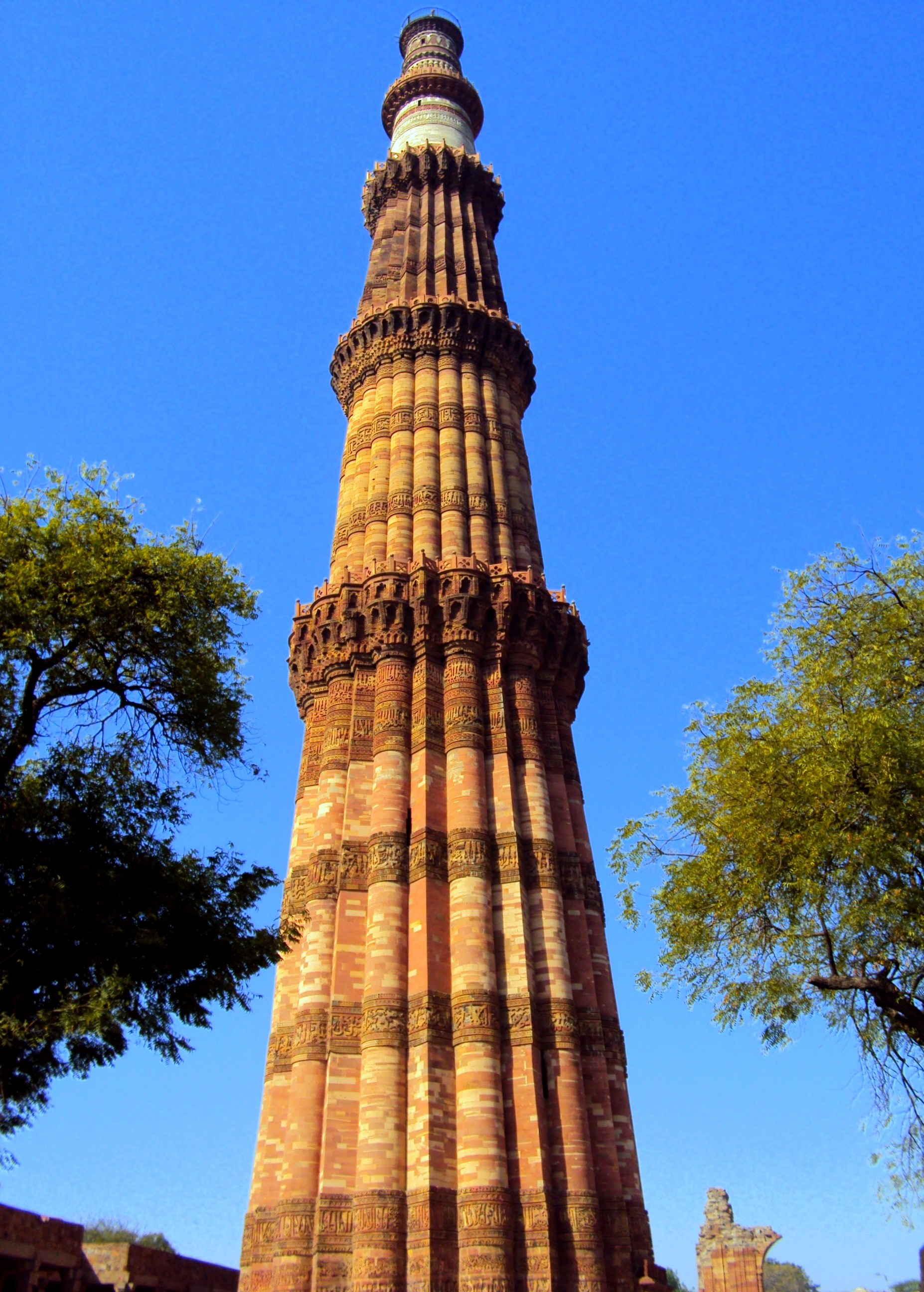
クトゥブ・ミナール
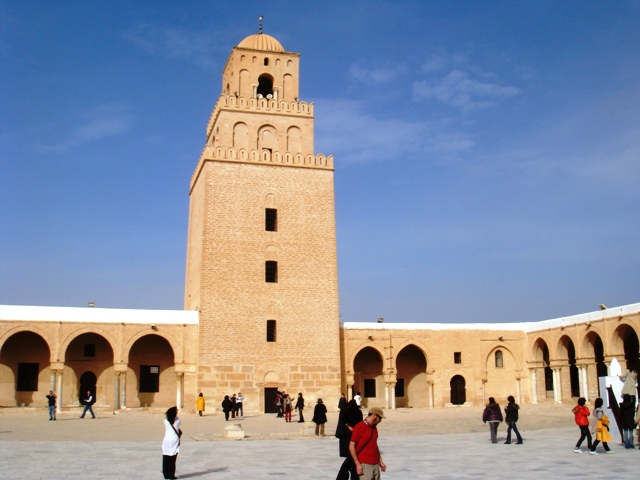
チュニジアのケルアンのミナレット
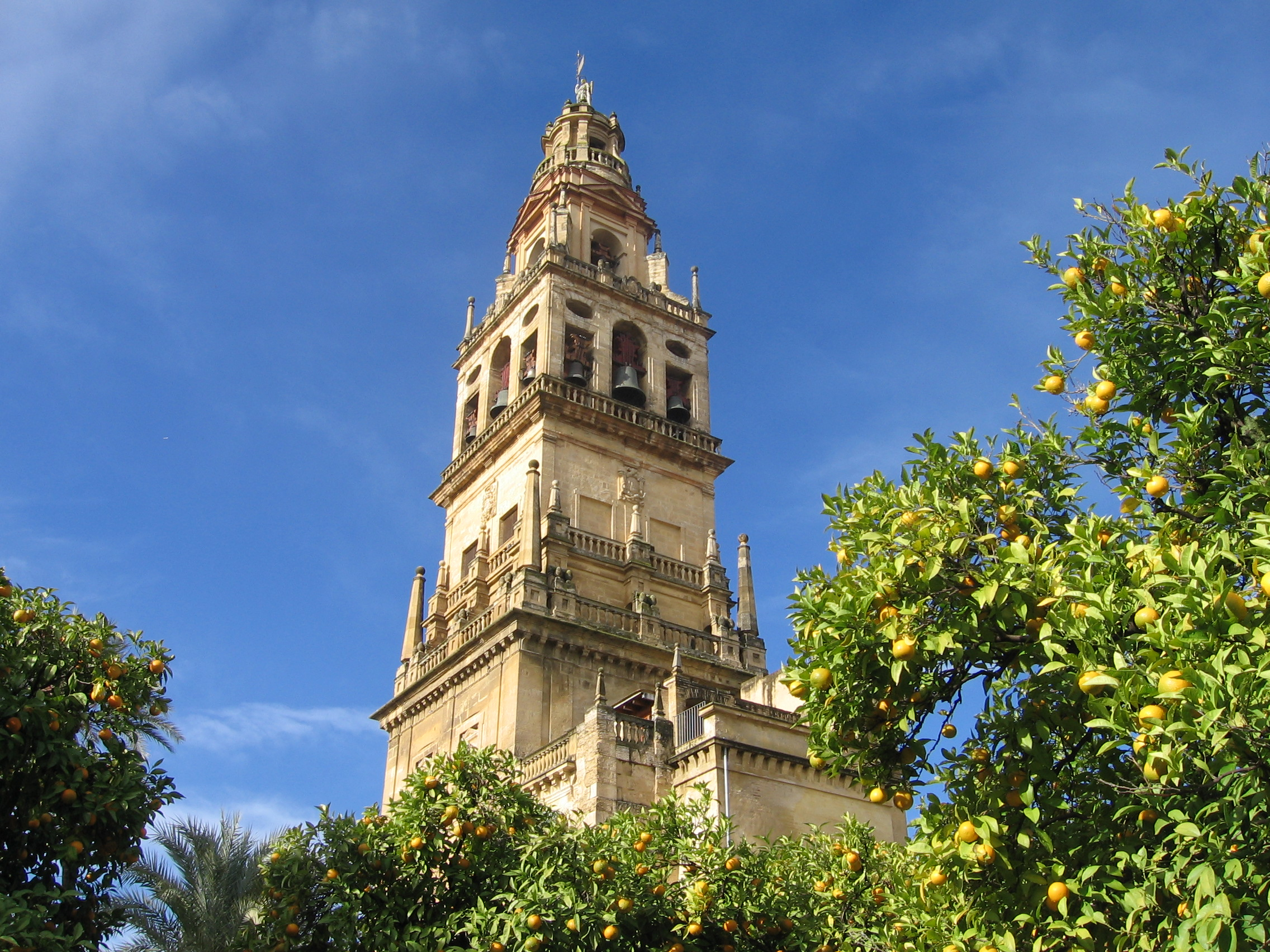
コルドバのメスキータのミナレット
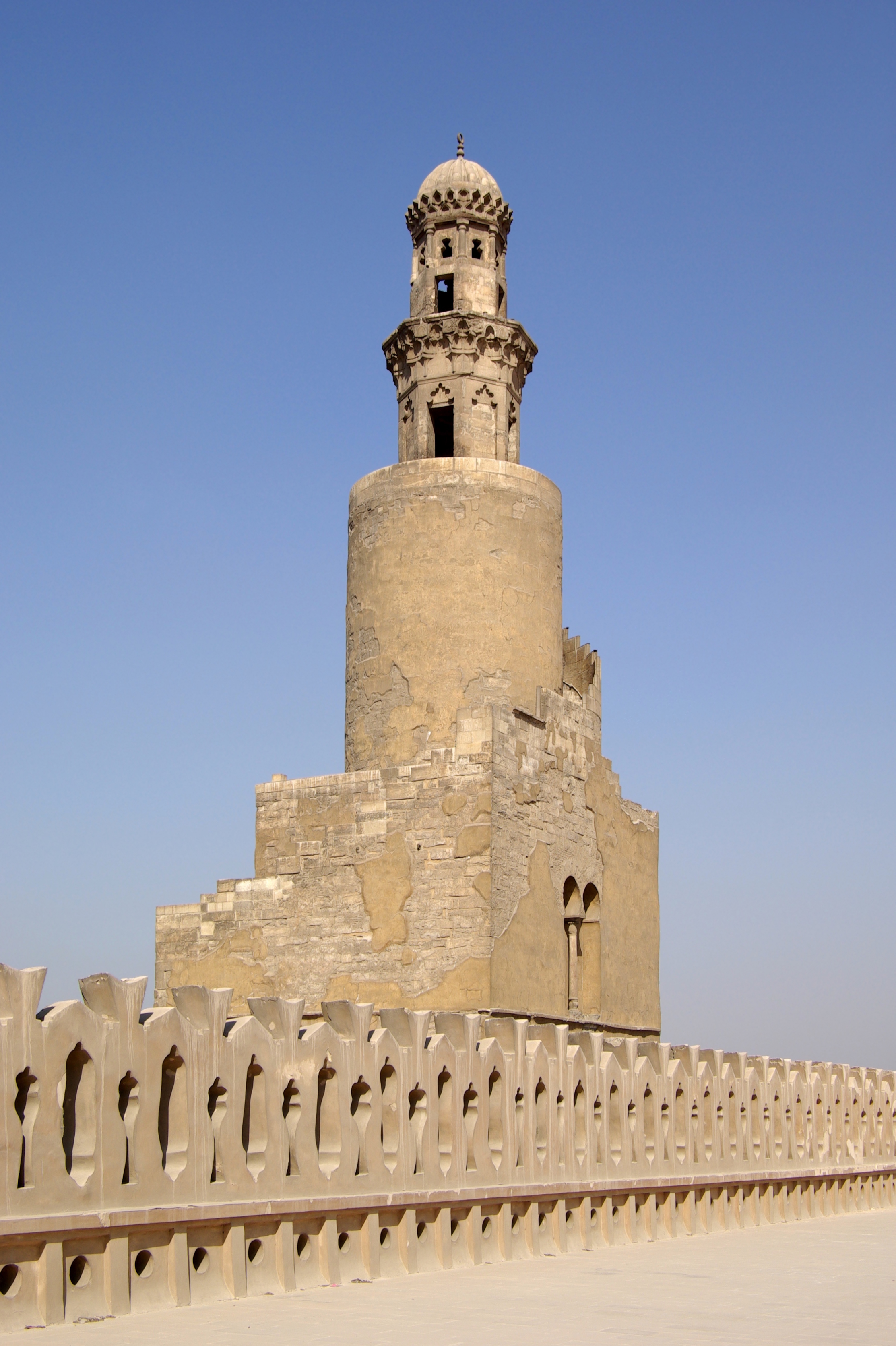
カイロのイブン・トゥールーン・モスクのミナレット
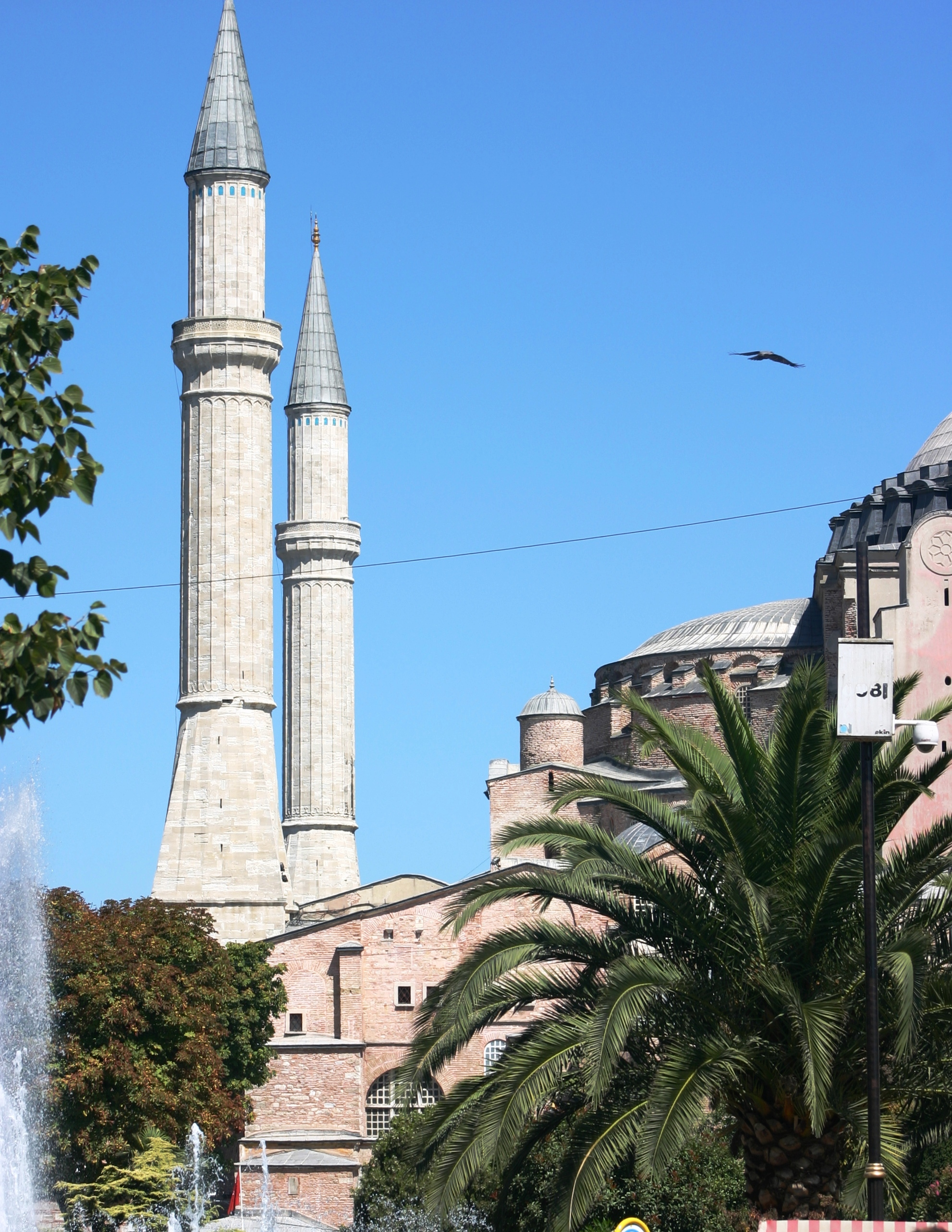
ハギア・ソフィア大聖堂のミナレット
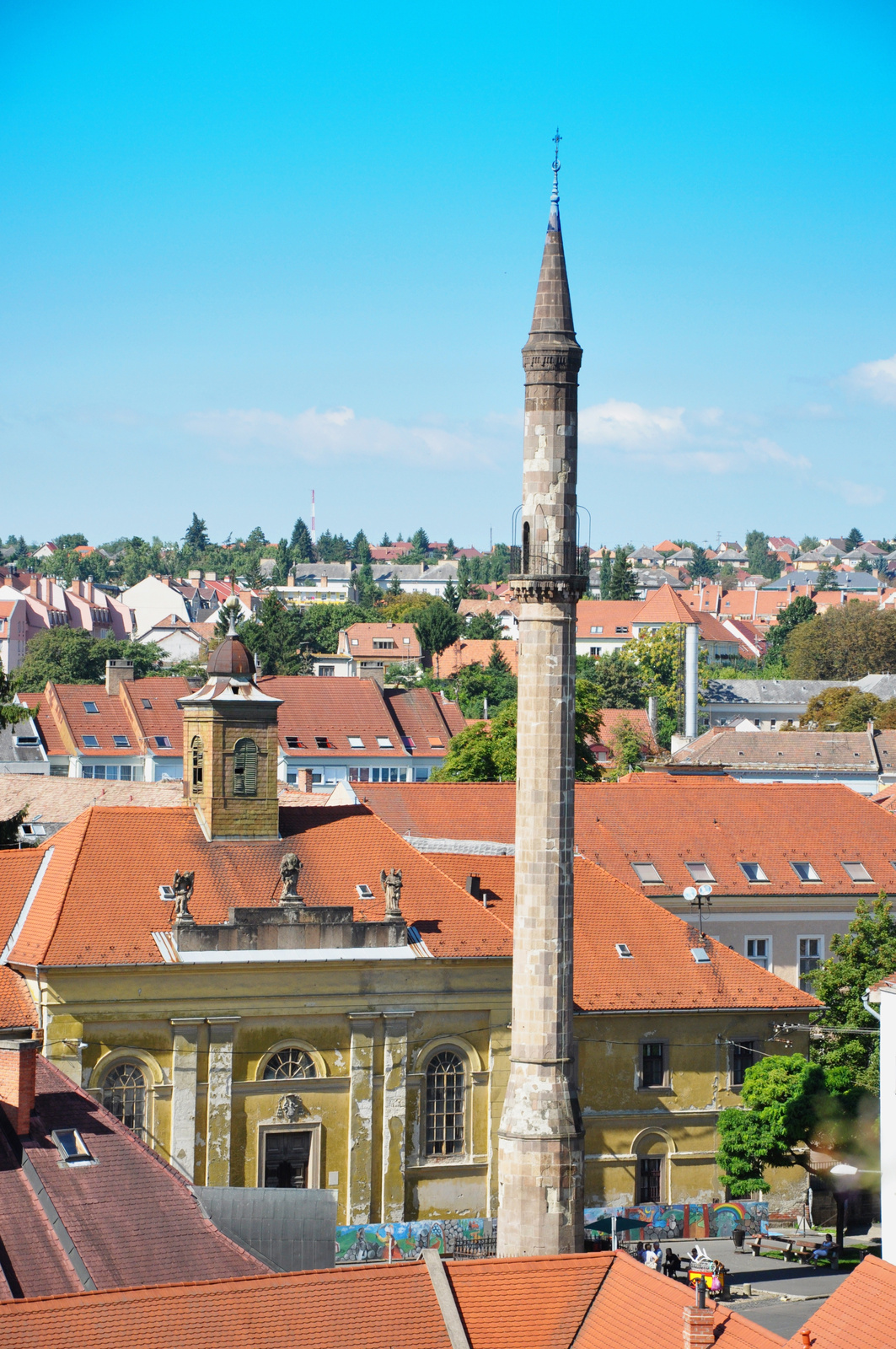
ハンガリーのエゲルのミナレット
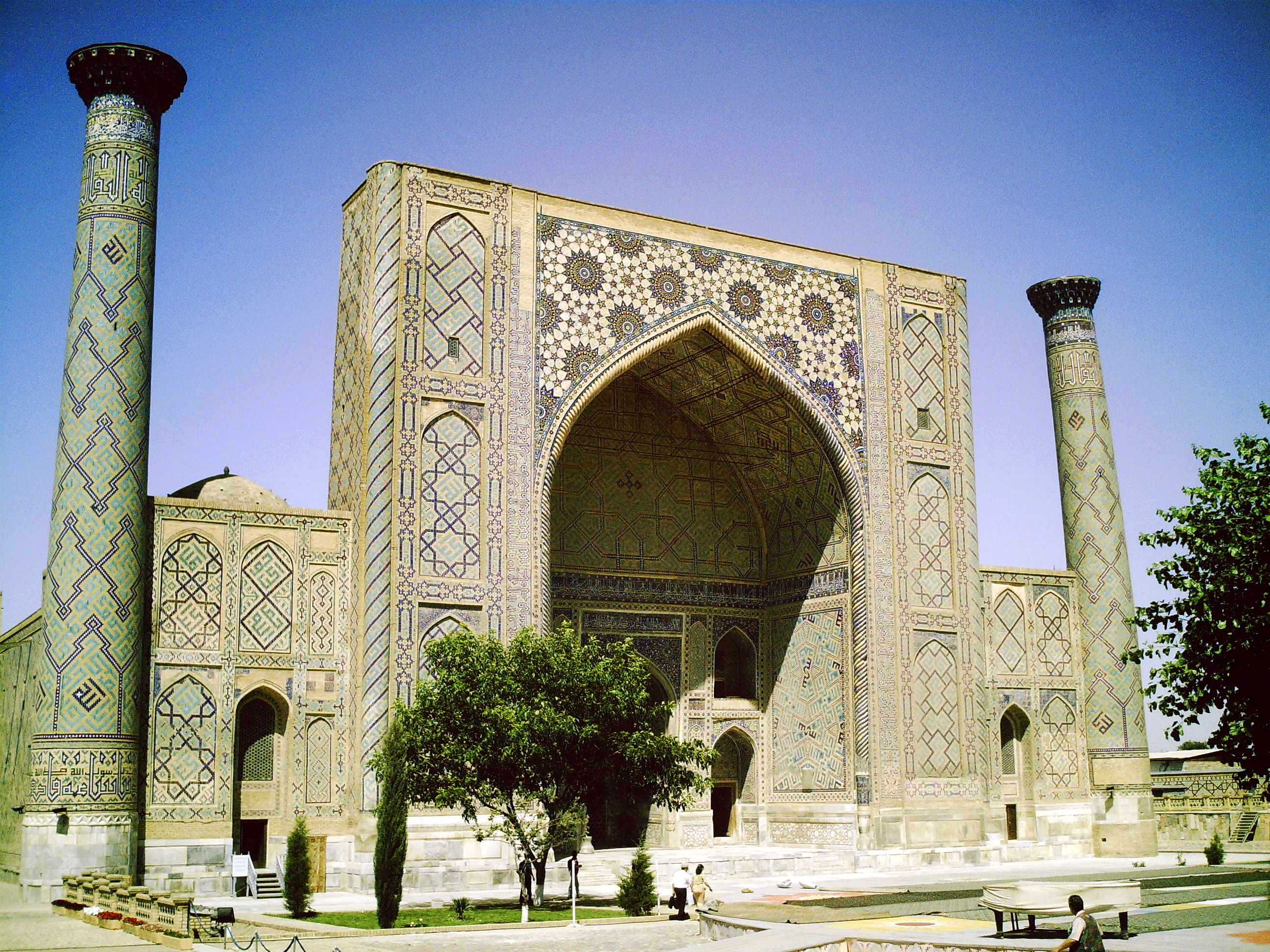
サマルカンドのウルグ・ベク・マドラサのミナレット
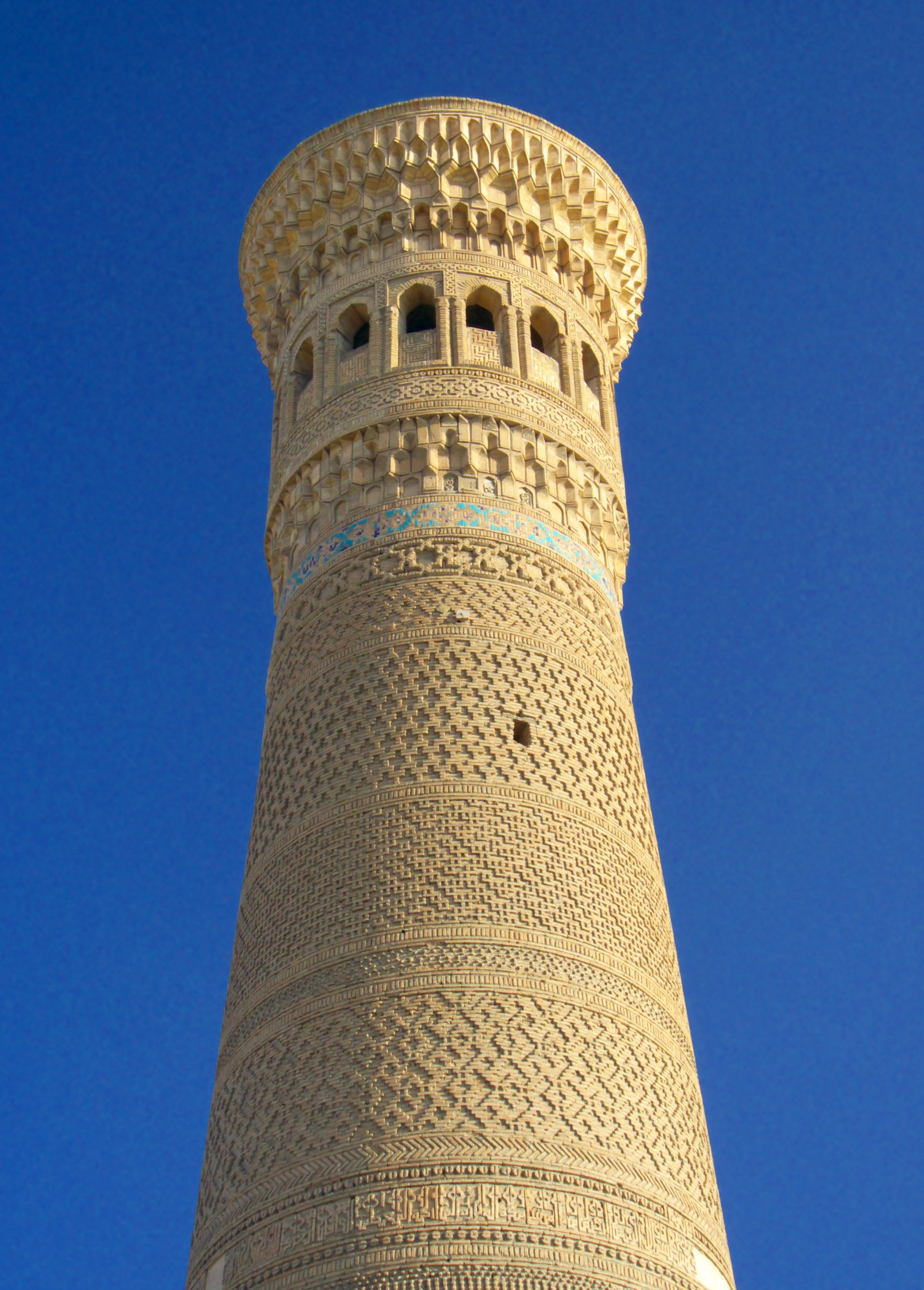
カラーン・ミナレット
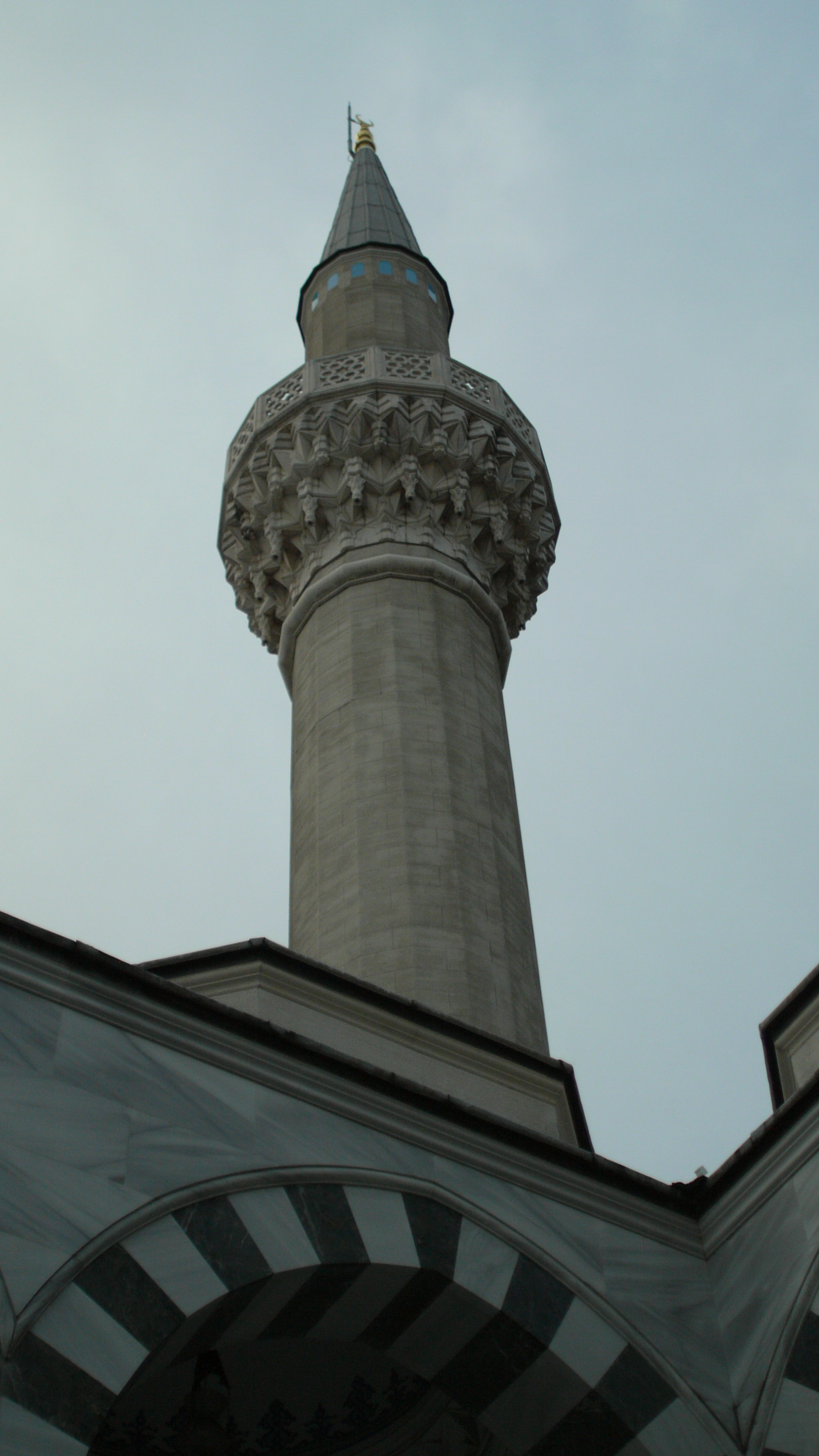
東京ジャーミイのミナレット
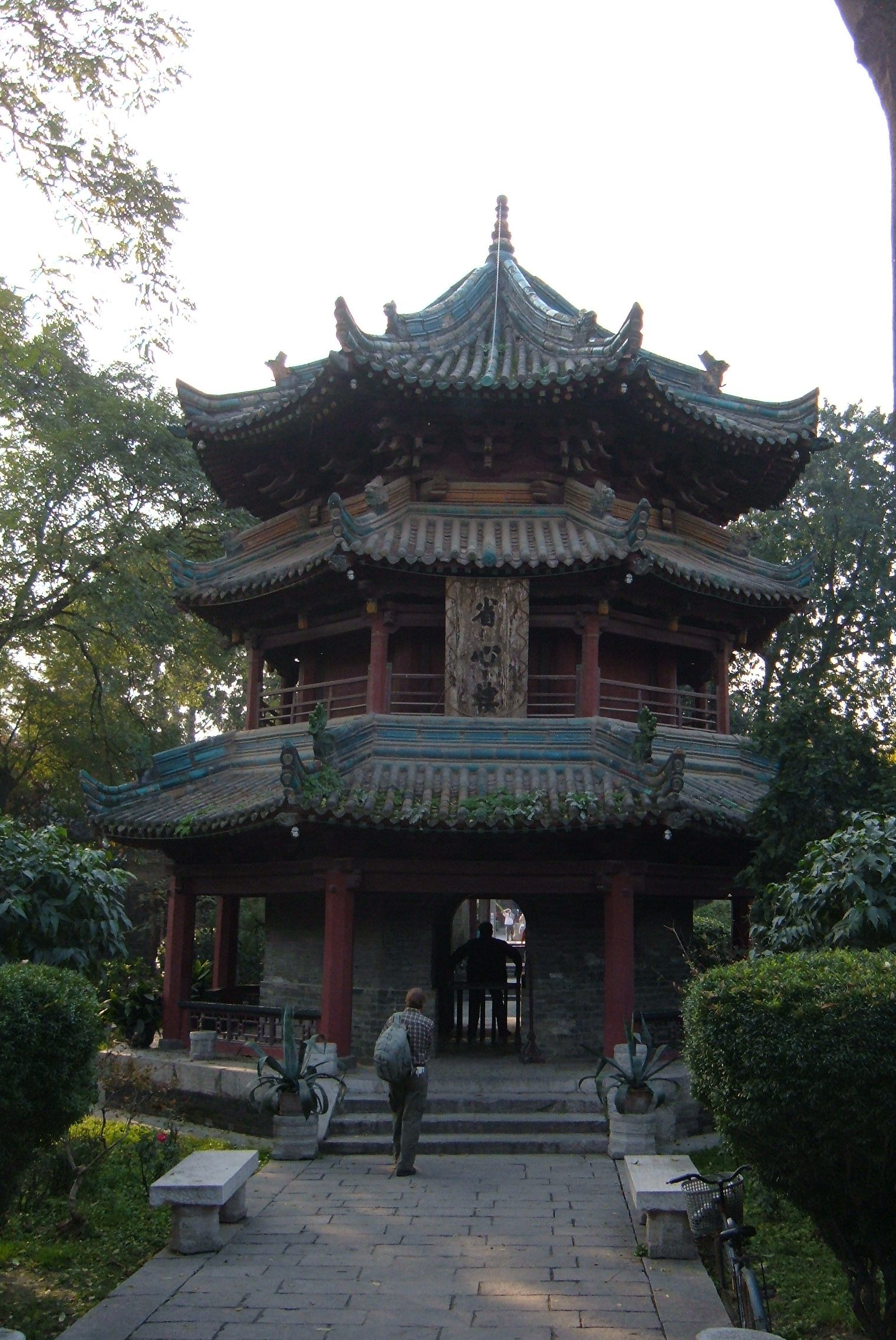
中国の西安大清真寺のミナレット
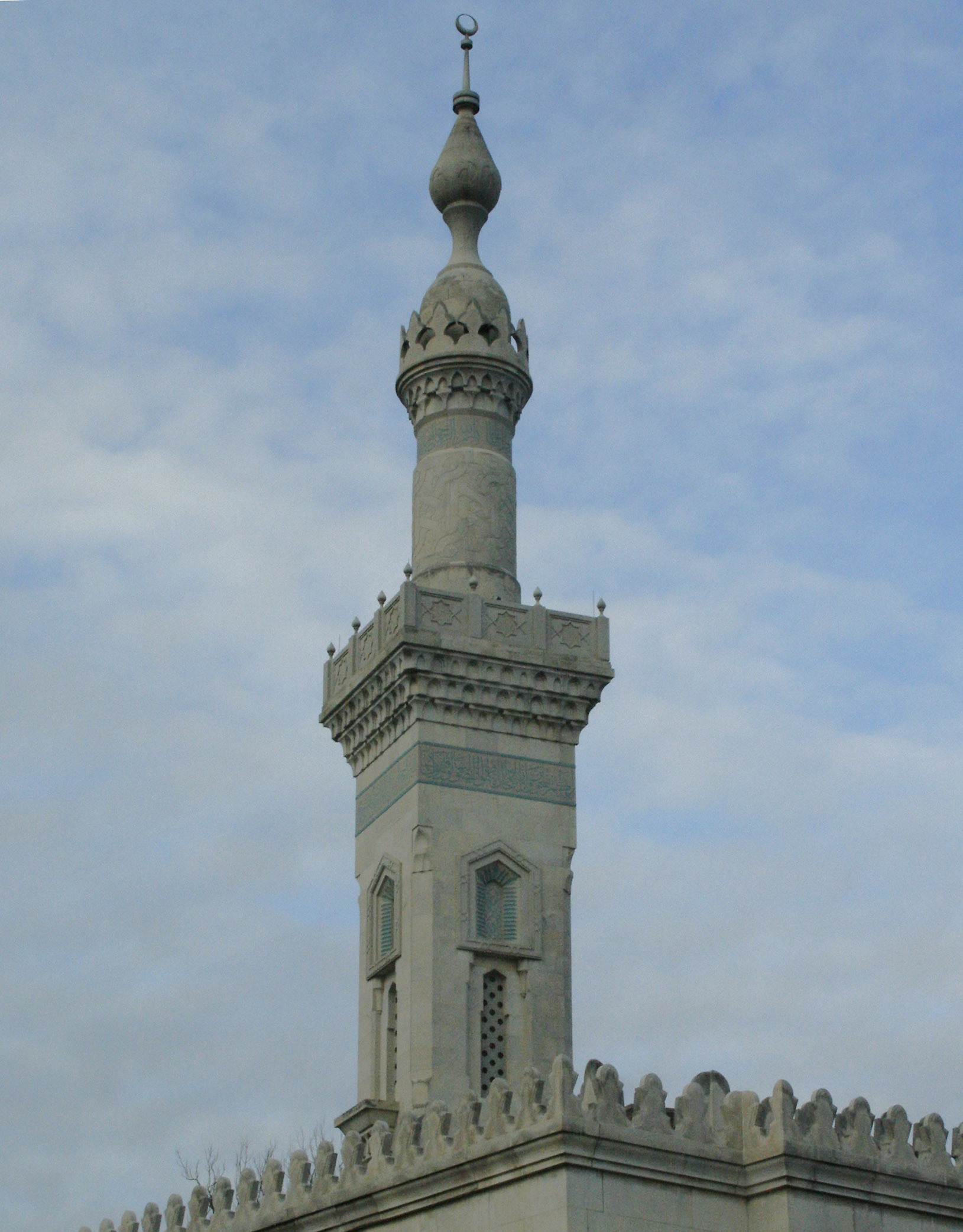
ワシントンD.C.のイスラミック・センターのミナレット
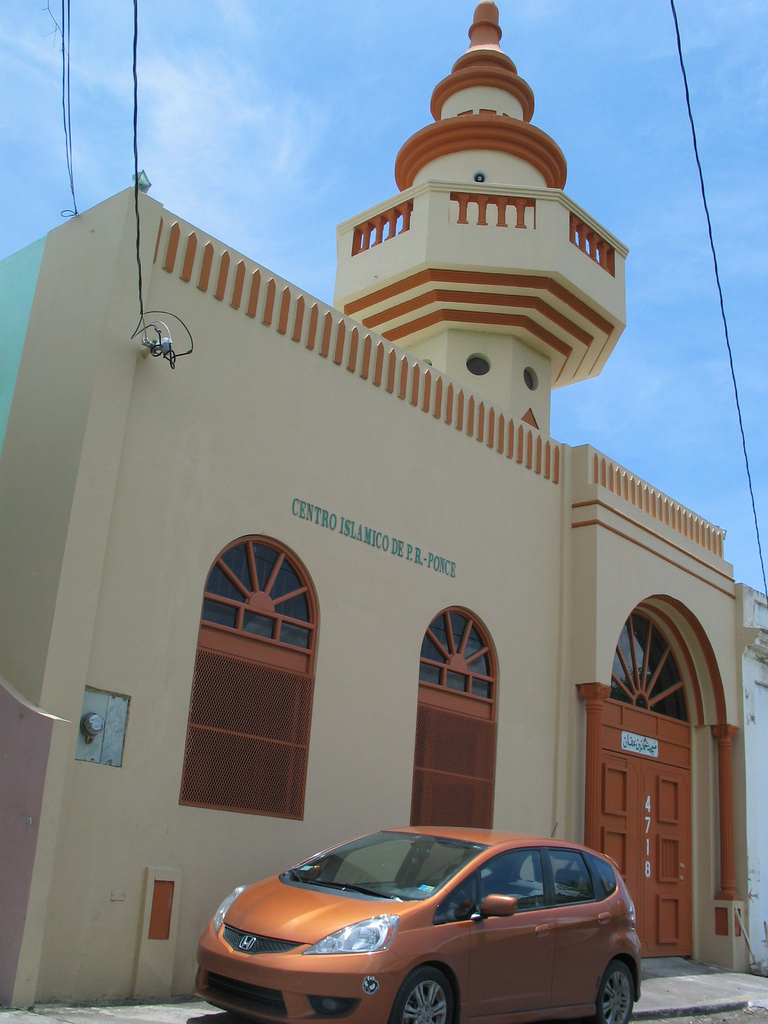
プエルトリコのポンセのミナレット
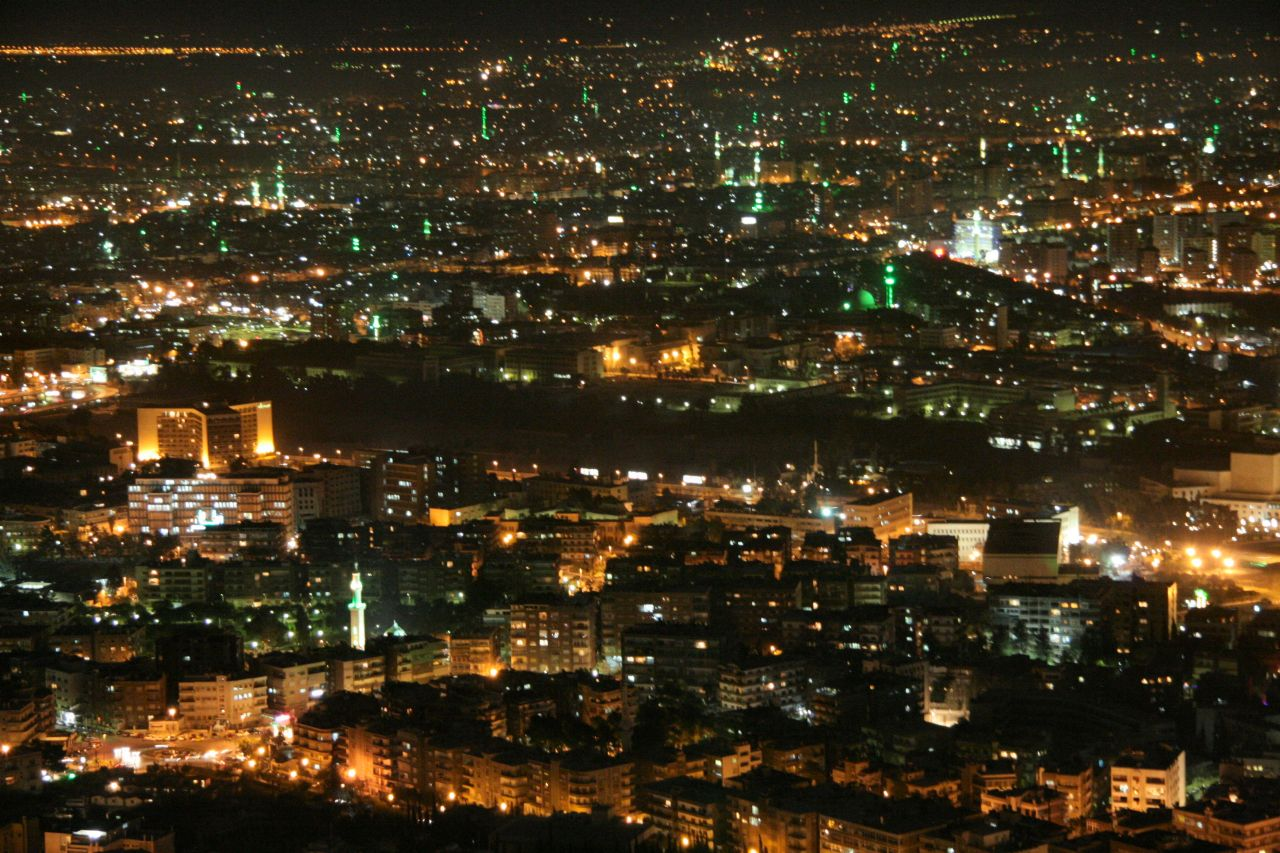
カシオン山からの夜のダマスカス。緑の明かりはミナレット